# MechCommander 2
MechCommander 2 (укр. Механічний командир 2) — тактична відеогра, продовження відеогри жанру стратегії в реальному часі «MechCommander». Як і у першій частині, події гри відбуваються у всесвіті BattleTech. MechCommander 2 була розроблена компанією FASA Interactive та видана Microsoft Game Studios у липні 2001 року.

## Огляд
Гравець виступає у ролі командира загону найманців — пілотів бойових роботів (мехів). Події гри розгортаються навколо конфлікту збройних сил впливових домів на планеті Карвер V.
Гра включає в себе 3 кампанії, об'єднаних однією сюжетною лінією, та має загалом 24 місії. Кожній місії передує підготовка, коли гравець отримує завдання та обирає мехів, пілотів та озброєння. При цьому існує обмеження на загальниу вагу мехів, які використовуватимуться у місії. Мехів та зброю можна купляти та продавати, але ворожу техніку, яка часто має кращі характеристики, можна захопити лише як трофеї, успішно виконавши попередню місію. Також перед місією можна змінювати озброєння мехів, однак тут теж є певні обмеження на розміри та тепловиділення зброї. Збереження у грі можливе як між місіями (автоматично), так і в процесі виконання завдання (швидке збереження).
Задачами місій можуть бути: знищення усіх ворожих сил у районі, знищення або захоплення ворожих баз, споруд, захист своїх тощо. У грі є як обов'язкові завдання, невиконання яких призводить до провалу всієї місії, так і ті, що можна не виконувати, але за них надається додаткова винагорода. Деякі завдання мають обмеження у часі.
У пілотів у грі є 4 рівня майстерності: Regular, Veteran, Elite, Ace. Досягаються ці рівні успішним веденням бойових дій певним пілотом — пошкодження та/або знищення ворожих мехів, техніки тощо. При отриманні пілотом наступного рівня, гравець може обрати для нього одне із вмінь, які відповідають даному рівню. У свою чергу ці вміння визначають якості пілота у наступних місіях: точність стрільби, маневрування на полі бою, вміння користуватися радаром та стрибковими двигунами тощо. Також при успішному завершенні місії пілоти іноді можуть отримувати нагороди за різноманітні досягнення на полі бою, однак вони ніяк не впливають на майстерність.

## Мехи у грі
| Належність до Дому | Назва меху | Клас      | Вага, т |
| ------------------ | ---------- | --------- | ------- |
| Бандити            | Fire Ant   | легкий    | 30      |
| Бандити            | Urbanmech  | легкий    | 30      |
| Давіон             | Wolfhound  | легкий    | 35      |
| Давіон             | Enfield    | середній  | 50      |
| Давіон             | Jagermech  | важкий    | 65      |
| Клани              | Uller      | легкий    | 30      |
| Клани              | Cougar     | легкий    | 35      |
| Клани              | Shadow Cat | середній  | 45      |
| Клани              | Ryoken     | середній  | 55      |
| Клани              | Vulture    | важкий    | 60      |
| Клани              | Thor       | важкий    | 70      |
| Клани              | Mad Cat    | важкий    | 75      |
| Клани              | Blood Asp  | штурмовий | 90      |
| Ляо                | Anubis     | легкий    | 30      |
| Ляо                | Raven      | легкий    | 35      |
| Ляо                | Sha Yu     | середній  | 40      |
| Ляо                | Starslayer | середній  | 50      |
| Ляо                | Men Shen   | середній  | 55      |
| Ляо                | Catapult   | важкий    | 65      |
| Ляо                | Lao Hu     | важкий    | 75      |
| Ляо                | Cyclops    | штурмовий | 90      |
| Штайнер            | Hollander  | легкий    | 35      |
| Штайнер            | Razorback  | легкий    | 35      |
| Штайнер            | Hunchback  | середній  | 50      |
| Штайнер            | Bushwacker | середній  | 55      |
| Штайнер            | Shootist   | важкий    | 70      |
| Штайнер            | Zeus       | штурмовий | 80      |
| Штайнер            | Highlander | штурмовий | 90      |
| Штайнер            | Atlas      | штурмовий | 100     |

## Озброєння та інше обладнання мехів
Зброя
Зброя у грі розділена на 3 групи дальності стрільби. Більшість видів озброєння Кланів перевершує аналоги Внутрішньої Сфери по легкості, скорострільності або потужності.
 Малої дальності 
- Clan Heavy Laser (Клановий важкий лазер)
- Clan Pulse Laser (Клановий імпульсний лазер)
- Clan Streak SRM Pack (Кланова ракетна установка малої дальності типу Streak)
- Clan Ultra Heavy Autocannon (Кланова ультраважкий автогармата)
- Flamer Array (Вогнеметний масив)
- Heavy Autocannon (Важка автогармата)
- Laser (Лазер)
- Machine Gun Array (Кулеметний масив)
- Pulse Laser (Імпульсний лазер)
- Streak SRM Pack (Ракетна установка малої дальності типу Streak)
- Ultra Heavy Autocannon (Ультраважка автогармата)

Середньої дальності
- Clan ER Laser (Клановий лазер збільшеної дальності)
- Clan Heavy Large Laser (Клановий важкий великий лазер)
- Clan Large Pulse Laser (Клановий великий імпульсний лазер)
- Clan Ultra Medium Autocannon (Кланова ультрасередня автогармата)
- ER Laser (Extended-Range Laser/Лазер збільшеної дальності)
- Large Laser (Великий лазер)
- Large Pulse Laser (Великий імпульсний лазер)
- Medium Autocannon (Середня автогармата)
- PPC (Проєкційна зброя частинок)
- Thunderbolt Missile (Ракета «Удар блискавки»)
- Ultra Medium Autocannon (Ультрасередня автогармата)

Великої дальності
- Clan ER Large Laser (Клановий великий лазер збільшеної дальності)
- Clan ER PPC (Клановий PPC збільшеної дальності)
- Clan Gauss Rifle (Кланова гармата Гауса)
- Clan LRM Rack (Кланова ракетна установка великої дальності)
- Clan Ultra Light Autocannon (Кланова ультралегка автогармата)
- ER Large Laser (Великий лазер збільшеної дальності)
- ER PPC (PPC збільшеної дальності)
- Gauss Rifle (Гармата Гауса)
- Light Autocannon (Легка автогармата)
- Light Gauss Rifle (Легка гармата Гауса)
- Long Tom Cannon (Гармата важкої артилерії)
- LRM Rack (Ракетна установка великої дальності)
- Swarm LRM Rack (Ракетна установка великої дальності типу Swarm)
- Ultra Light Autocannon (Ультралегка автогармата)

Енергетична зброя (лазери, вогнемети, PPC) мають необмежений боєкомплект1, але мають більше тепловиділення. Ракетна зброя дозволяє вести обстріл ворога через стіни, дерева та споруди, але стає безкорисною після закінчення ракет1.
1 У налаштуваннях гри можна вимкнути обмеження боєкомплекту мехів
Сенсори
Сенсори дозволяють виявляти ворожих мехів до прямого візуального контакту. Існують три типи сенсорів, але кожний тип можуть використовувати лише певні мехи, а більшість мехів взагалі не має можливості встановлювати їх.
| Тип сенсору  | Мех                              |
| ------------ | -------------------------------- |
| Intermediate | Anubis, Razorback, Sha Yu, Uller |
| Advanced     | Men Shen, Raven                  |
| C-Advanced   | Cyclops                          |

Також деякі мехи можуть бути обладнані системою ECM Suite, котра створює завади для роботи сенсорів ворога. Такими мехами є Men Shen та Raven.
Стрибкові двигуни
Стрибкові двигуни (Jump Jets) дозволяють мехам досягати місць, недосяжних прямим шляхом, а також розширюють стратегічні можливості гравця, дозволяючи атакувати ворога навіть з повітря. Однак стрибкові двигуни можливо встановити лише на деякі типи мехів:
- Anubis
- Catapult
- Highlander
- Hunchback
- Jagermech
- Lao Hu
- Razorback
- Sha Yu
- Shadow Cat
- Starslayer
- Urbanmech
- Wolfhound

## Транспортні засоби
Окрім мехів, у грі присутня велика кількість різноманітної техніки (танки, гелікоптери тощо). Здебільшого вона перебуває на озброєнні ворога, а гравцеві доступні лише деякі її одиниці: розвідувальний гелікоптер, ремонтний автомобіль тощо.